# 石錦航
石錦航（1975年12月11日—），綽號石頭，臺灣樂團五月天的吉他手。曾改名「石航瑋」（用於《五月天第一張創作專輯》中），後使用原名「石錦航」，亦是相信音樂創始人之一、樂器行兼咖啡廳「音舖（iNPUT Music）」創始人。

## 歷程
石錦航出生於臺北市。畢業於國立師大附中818班，與瑪莎擔任過同屆吉他社上、下學期的副社長，也是師大附中游泳隊的隊員，曾經獲得熱門音樂大賽亞軍。淡江大學水環系肄業、英國利物浦表演藝術學院畢業。
2001年8月25日，石頭在五月天「你要去哪裡」高雄場演唱會向女朋友狗狗（路渟瀛）求婚成功。
同年9月10日，因為五月天其他三位成員阿信、怪獸、瑪莎必須入伍服兵役，石頭在五月天最後一場暫別演唱會結束後飛往英國利物浦音樂學院進修。2002年5月27日，從英國學成歸國。
2002年10月19日，與女朋友狗狗步入禮堂，成為五月天第一位已婚成員。2007年，長子出生。2009年，次子出生。
2014年4月6日，於台北市開設樂器行兼咖啡廳「音鋪（iNPUT Music）」。
他被知名吉他品牌「Squier」相中加入家族成員，每年可獲贈一把吉他外，海外巡演可以請求分店支援，並於2014年獲邀擔任該品牌之代言人，為台灣第一人。

### 相關事件
2019年6月香港逃犯條例風波期间，石頭於Facebook上回應了「支持反逃犯條例」網友的留言後，粉絲專頁一度「被消失」。多數人都將矛頭指向中國大陸網友大量的「惡意檢舉」。

## 音樂作品
註：此處僅列石頭以個人名義發行或與他人合唱的音樂作品。
| 年份   | 歌曲名稱     | 合作藝人 | 備註                         |
| ------ | ------------ | -------- | ---------------------------- |
| 2008年 | 咿呀呀       | 不適用   | 個人書籍《我的搖滾媽咪》單曲 |
| 2014年 | 真實故事改編 | 不適用   | 個人書籍《真實故事改編》單曲 |

## 音樂創作
石頭在2004年於電影《五月之戀》原聲帶中發表第一首個人歌曲創作〈寂寞星球〉。現為樂團內參與作曲創作。

## 演出作品

### 電影
- 2004年：《五月之戀》—飾演 阿磊的哥哥
- 2011年：《星空》—飾演 女主角小美的班導師
- 2013年：《明天記得愛上我》—飾演 三三
- 2014年：三生《尺蠖》—飾演 張震
- 2015年：《百日告別》—飾演 張育偉
- 2018年：《幸福城市》—飾演 石志偉

### 戲劇
- 2022年：《台北女子圖鑑》—飾演 何健寰

### 音樂錄影帶
註：不包括五月天參與演唱之歌曲。
- 2002年：劉若英〈Love and City〉
- 2006年：曹格〈Super Woman〉[6]
- 2013年：劉若英〈親愛的路人〉[7]
- 2015年：丁噹〈原來你都在〉[8]
- 2021年：告五人〈唯一〉[9]

## 出版作品

### 書籍
| 出版日期      | 書名         | 作者 | 出版公司 |
| ------------- | ------------ | ---- | -------- |
| 2008年4月18日 | 我的搖滾媽咪 | 石頭 | 相信音樂 |
| 2014年9月15日 | 末日備忘錄   | 石頭 | 相信音樂 |
| 2019年1月15日 | 因為留不住   | 石頭 | 時報出版 |

## 個人代言
| 年份   | 代言項目                  | 合作藝人 |
| ------ | ------------------------- | -------- |
| 2014年 | Squier by Fender 海國樂器 | 不適用   |

## 獎項紀錄
註：此處僅列石錦航個人提名與獲得之獎項。
| 年份   | 主辦單位／典禮名稱 | 獎項             | 入圍作品 | 結果 |
| ------ | ------------------ | ---------------- | -------- | ---- |
| 2012年 | 新加坡e樂大賞      | 最佳作曲（海外） | 星空     | 獲獎 |

## 資料來源
1. ↑  .   [2014-05-07]. （原始内容存档于2020-07-26）.
2. ↑  DailyView網路溫度計. . 香港01. 2019-06-18  [2020-02-02]. （原始内容存档于2020-02-02） （中文（香港））.
3. ↑  Kwok, Ling. . HK 港生活.   [2020-02-02]. （原始内容存档于2020-02-02） （中文（香港））.
4. ↑  . 大纪元 www.epochtimes.com. 2019-06-14  [2020-02-02]. （原始内容存档于2020-02-02） （中文（中国大陆））.
5. ↑  . topick.hket.com.   [2020-02-02]. （原始内容存档于2020-02-02）.
6. ↑  YouTube上的Super Woman
7. ↑  YouTube上的親愛的路人
8. ↑  YouTube上的原來你都在
9. ↑  YouTube上的唯一

## 外部連結
- （繁體中文）五月天 石頭的Facebook專頁
- （繁體中文）MAYDAY STONE的Instagram帳戶
- （简体中文）五月天有石的新浪微博
- 石錦航在香港影庫上的簡介